# Incendio del Palacio Legislativo de San Lázaro
El incendio del Palacio Legislativo de San Lázaro tuvo lugar durante la madrugada del viernes 5 de mayo de 1989 en el edificio "A" de este recinto, en donde se encontraba entre otros, el salón de sesiones de la cámara de diputados del Congreso de la Unión. Debido a la inactividad del lugar al momento del siniestro, solo se saldó con una víctima mortal, el empleado del servicio de cocina Miguel Soriano Blanco, quien falleció asfixiado. El resto de las pérdidas fueron solamente materiales, incluyendo las butacas del salón de sesiones, la alfombra, y varios bustos de personajes históricos.
El siniestro que comenzó a las 3:18 horas, pudo ser controlado hasta las 7 de la mañana después de requerir la presencia de centenares de bomberos y pipas de agua ante la gran cantidad de material combustible que había, además de la participación de cuerpos de granaderos y policías quienes cerraron la circulación en calles aledañas al inmueble. 
La investigación acerca de las causas del incendio estuvieron a cargo de la Procuraduría General de la República que encabezaba entonces Enrique Álvarez del Castillo quien a solo 33 horas de ocurrido el evento, dio a conocer los resultados del peritaje, según los cuales, el incendio se debió a un cortocircuito en una línea de alimentación dañada por roedores que pasaba por la alfombra, quien al contacto con este material provocó el incendio.
El suceso ocurrió en medio de un periodo de intensa actividad política al inicio del sexenio del presidente Carlos Salinas de Gortari; en esos momentos, se discutía una nueva ley electoral y los legisladores se vieron obligados a buscar un recinto alternativo para continuar con las sesiones ya que el palacio de San Lázaro no sería ocupado de nuevo hasta 1992.